# Cinchona fruticosa
Cinchona fruticosa là một loài thực vật có hoa trong họ Thiến thảo. Loài này được L.Andersson mô tả khoa học đầu tiên năm 1998.